# Dendrobium sitanalae
Dendrobium sitanalae är en orkidéart som beskrevs av Johannes Jacobus Smith. Dendrobium sitanalae ingår i släktet Dendrobium, och familjen orkidéer. Inga underarter finns listade i Catalogue of Life.